# 伊查姆湖
伊查姆湖（英語：Lake Eacham，读作；原名为或）坐落于澳洲昆士兰州的阿瑟顿高原，是十分受欢迎的火山湖，位于世界遗产名录中的昆士兰湿热带地区。

## 起源
雅伊查姆湖森湖和邻近的巴灵顿湖在大约12,000年前由熔岩浆形成。岩浆从地心升到地表，加热地下水。沸水产生的蒸汽被困在地下，直到大规模爆发。地面出现巨大的裂缝，使曾经布满山边的大树被夷平烧毁。过了几百年，水逐渐注满火山口，大树再次生长，形成了今天这一平静的湖，让家庭和游客可以在岸边消遣。没有任何溪流流入或流出伊查姆湖，湖水只通过渗透和蒸发流失，只通过雨水补充，水位在湿季和旱季之间的涨落可达4米。

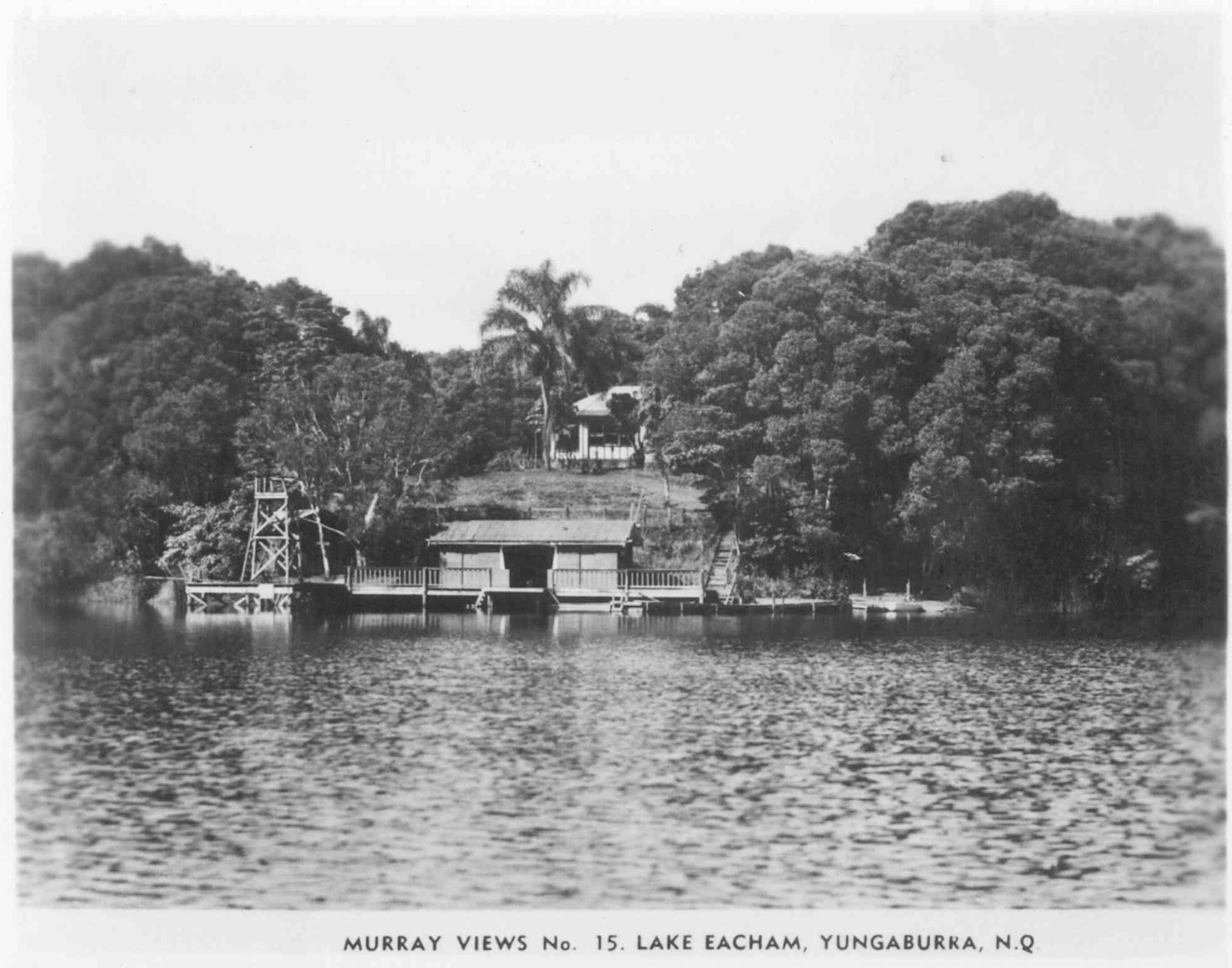
于大约1940年的伊查姆湖旅馆

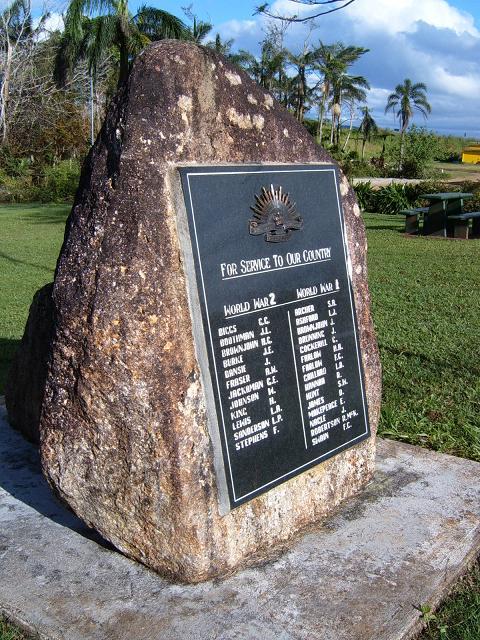
伊查姆湖战争纪念碑，2006年

## 封闭的生态系统以及濒于灭绝的鱼种
伊查姆湖与其它水道隔绝，使其成为封闭的集水处。湖里为何有鱼到现在还是一个谜，但以某种方式，在伊查姆湖里出现的大眼虹銀漢魚成功地游到了这一火山湖。不幸的是，其它更大的鱼被放入了这个封闭的生态系统，最终将伊查姆湖里较小的彩虹鱼吞噬殆尽，使后者濒临灭绝。
水族爱好者非法地从伊查姆湖国家公园收集彩虹鱼，成功地繁育了它们。这些私人收藏成为了重新放入伊查姆湖的鱼的主要来源。但是，此前导致彩虹鱼灭绝的较大鱼类仍然存活在湖中，继续蚕食重新进入伊查姆湖的鱼群。研究阿瑟顿高原河流的鱼类学家在塔利河、赫伯特河、尊斯顿河和迪兰溪（Dirran Creek）里都发现了伊查姆湖的彩虹鱼。

## 保护区地位
伊查姆湖以茂密的热带雨林和数以千计的小动物成为4.89平方公里（1,210英亩）的火山湖国家公园（Crater Lakes National Park）的主要景点。因此，根据昆士兰州立法《1994年自然保护法》（Nature Conservation Act 1994），伊查姆湖被列为保护区，同样地，与伊查姆湖最紧密相关的自然和文化资源都由昆士兰国家公园和野生动物局负责保护管理。
伊查姆湖的平均深度为65.5米（215尺），被当地人视为游泳、划皮划艇、丛林远足和观鸟的理想去处。湖上不允许驾驶摩托艇。湖上设有浮船，适合作为深潜平台。湖边有一大片草地可供休闲，也有一个全程约45分钟的环湖步道。在浮船的左方通常也能看到一群乌龟。